# Swertia radiata
Swertia radiata là một loài thực vật có hoa trong họ Long đởm. Loài này được (Kellogg) Kuntze miêu tả khoa học đầu tiên năm 1891.